# Elek Bacsik
Elek Bacsik (Budapest, 22 maggio 1926 – Glen Ellyn, 14 febbraio 1993) è stato un chitarrista e violinista ungherese naturalizzato statunitense di origine rom. Era cugino del chitarrista Django Reinhardt..

## Carriera
Bacsik è nato a Budapest, in Ungheria. Era il figlio di Arpad Bacsik e Erzsebet Pocsi.
Ha studiato violino classico al Conservatorio di Budapest prima di passare alla chitarra jazz. Ha lavorato in una grande band con Jozsef Quitter e Geza Szabo e ha registrato per la prima volta nella sua carriera con questa band nel 1943.  Alcuni anni dopo è andato in tournée in Europa e in Libano con Mihaly Tabanyi.  Fu assunto da Renato Carosone per essere in un quartetto con Peter Van Wood e Gegè Di Giacomo in cui suonava il basso, il violino e la chitarra.  Quando viveva a Parigi, accompagnava musicisti americani di passaggio, come Lou Bennett, Dizzy Gillespie, Quentin Jackson, Art Simmons e Clark Terry .  Ha anche sostenuto il cantante francese Serge Gainsbourg .  Nel 1966, si trasferì negli Stati Uniti e fino al 1974 accompagnò Teresa Brewer . Negli anni '70 ha registrato come solista del violino e del violino elettrico.  Ha suonato al Newport Jazz Festival nel 1974 e dieci anni dopo al Olympic Games Jazz Festival di Los Angeles.

## Discografia
Come solista
- The Electric Guitar of the Eclectic Elek Bacsik ( Fontana, 1962)
- Guitar Conceptions ( Fontana, 1963)
- Ti amo (Bob Thiele Music, 1974)
- Bird and Dizzy: A Musical Tribute ( Flying Dutchman, 1975)

Come accompagnatore
Con Barbara
- Chante Barbara (1974)
- Barbara Chante Barbara (1998)
- Gottingen 64–65 (1998)

Con Lou Bennett
- Dansez et Revez (RCA Victor, 1960)

Con Serge Gainsbourg
- Gainsbourg Confidentiel (Philips, 1963)
- 1963 Théâtre des Capucines (Universal, 2009)

Con Dizzy Gillespie
- Vertigini sulla Costa Azzurra (Philips, 1962)
- New Wave (Philips, 1963)

Con Jeanne Moreau
- 12 chansons nouvelles (Jacques Canetti, 1966)